# NGC 2504
NGC 2504 est une petite galaxie spirale particulière située dans la constellation du Petit Chien. NGC 2504 a été découverte par l'astronome allemand Albert Marth en 1864.

## Caractéristiques
Sa vitesse par rapport au fond diffus cosmologique est de 2 859 ± 20 km/s, ce qui correspond à une distance de Hubble de 42,2 ± 3,0 Mpc (∼138 millions d'al).
NGC 2504 présente une large raie HI. En raison d'une brillance de surface égale à 11,55  mag/am2, on peut qualifier NGC 2504 de galaxie présentant une brillance de surface élevée.